# Sint-Jans Onthoofdingkapel

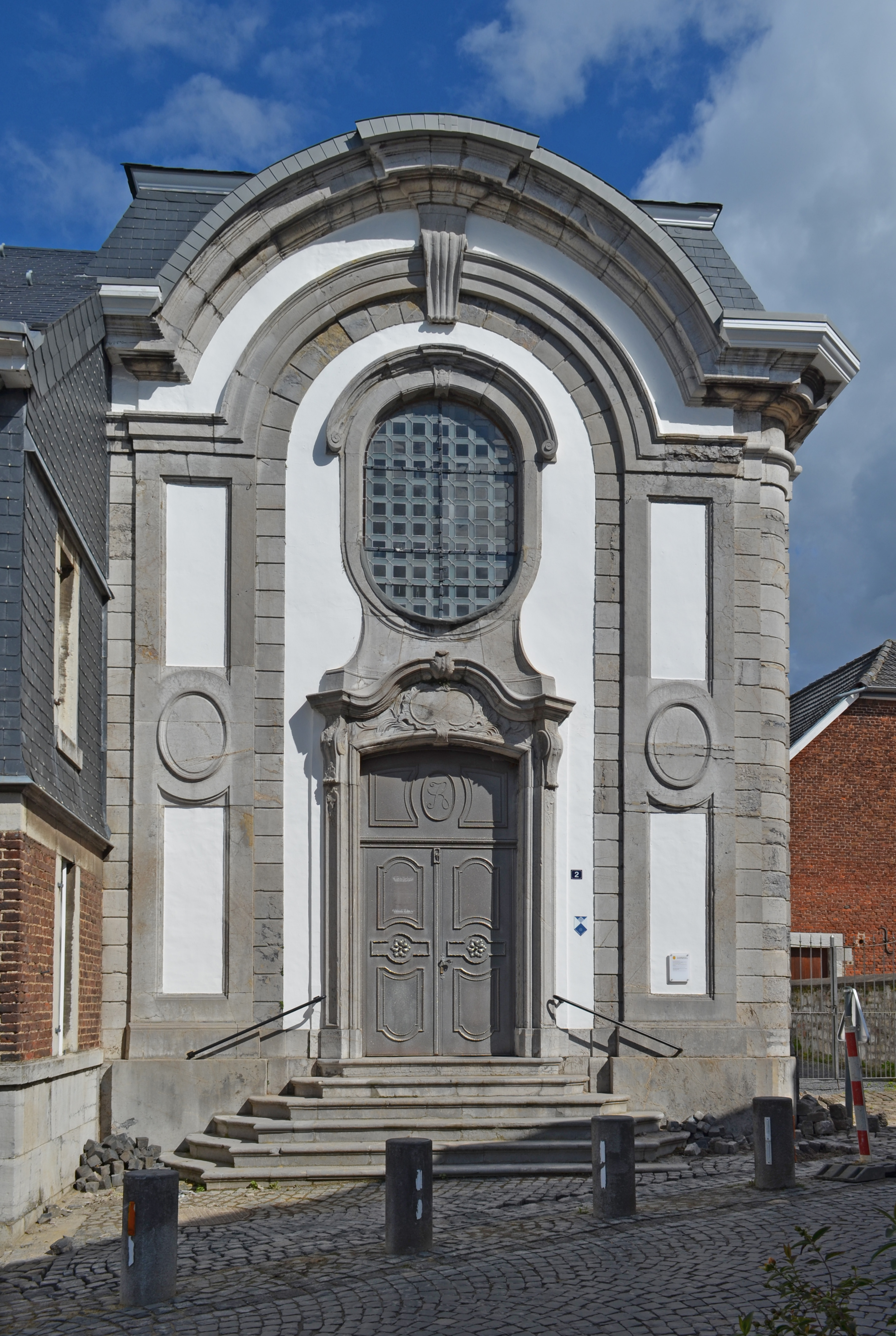
Voorgevel

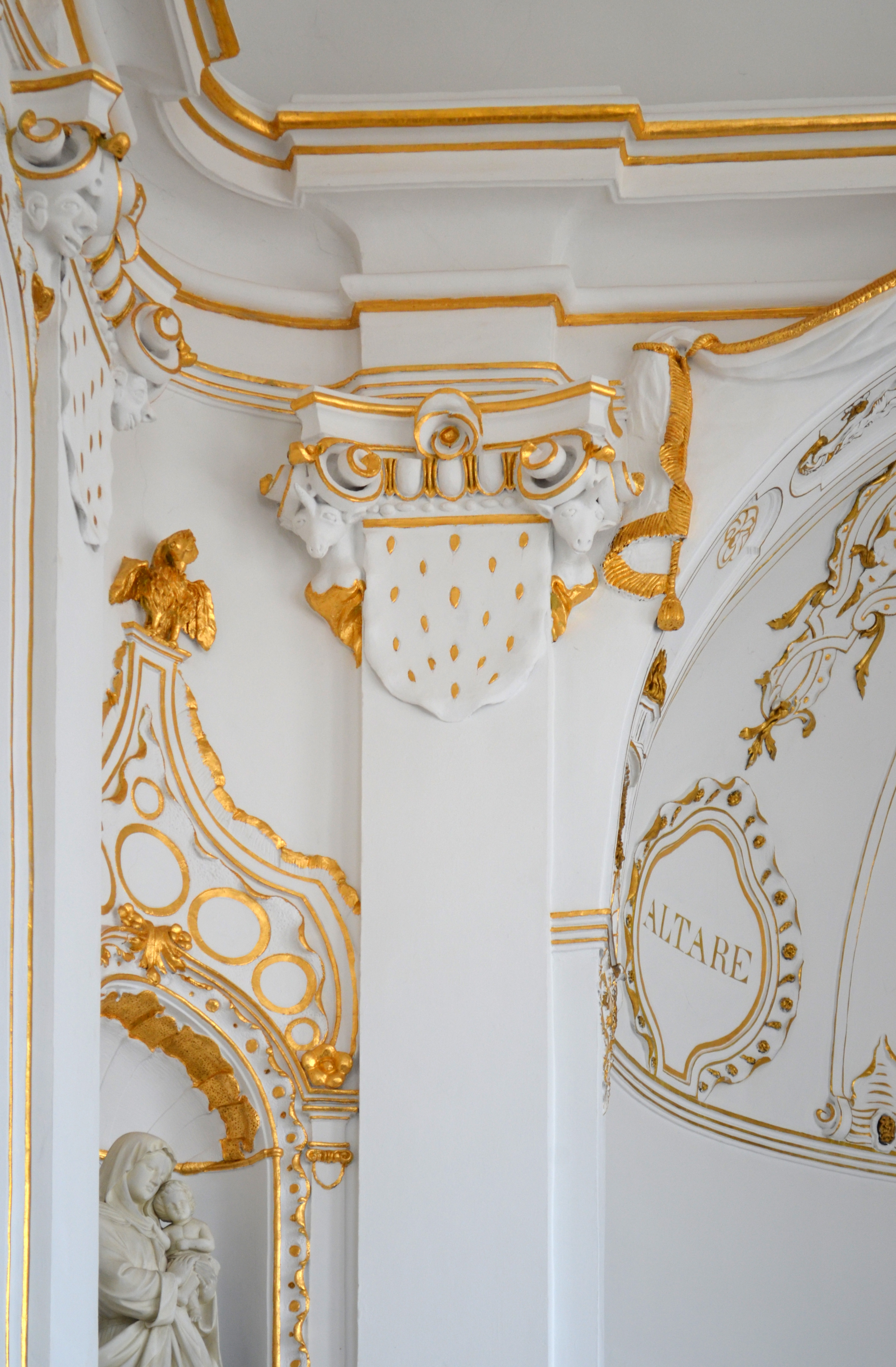
Detail stucwerk

De Sint-Jans Onthoofdingkapel is een kapel in het tot de Belgische gemeente Eupen behorende stadsdeel Nispert, gelegen aan het Couvenplatz 1..

## Geschiedenis
In 1623 werd het Haus Nispert gebouwd, en dit werd in 1747 uitgebreid naar ontwerp van Johann Joseph Couven, in opdracht van de wolverver Erich Adolph Goertz.Bij dit huis werd toen tevens een private kapel aangebouwd in barokstijl naar ontwerp van dezelfde architect. Bij het huis werd een Franse tuin aangelegd. De kapel werd gebruikt om Missen in op te dragen voor de bewoners van Nispert. Het huis kwam in bezit van diverse families van lakenfabrikanten, en werd van 1935-1960 gebruikt als klooster voor de Redemptoristen.
Daarna raakte de kapel in verval, werd echter in 1973 gerestaureerd en is sindsdien eigendom van de parochie.

## Gebouw
Het betreft een eenbeukig kerkgebouw op een rechthoekige plattegrond met afgeronde hoeken, en een klein koor met halfronde apsis. De voorgevel is uitgevoerd in blauwe hardsteen en in de kleuren wit en grijs beschilderd. Boven het fraai versierde ingangsportaal bevindt zich een groot ovalen oeil de boeuf, waarachter zich de orgeltribune bevindt. De omlijstingen van deur en venster vormen een eenheid, waarboven zich een halfcirkelvormige boog bevindt, waardoor de gehele voorgevel eveneens oogt als een groot portaal. Op het dak, boven het koor, bevindt zich een achthoekig klokkentorentje met uivormige spits.

## Interieur
Het interieur bezit fraai stucwerk dat witgeschilderd is met gouden versieringen, deels in rococostijl. De ruimte wordt overwelfd door een spiegelgewelf. Aan de zijkant vindt men pilasters met Ionische kapitelen.
Het bijzonder rijke hoofdaltaar is 18e-eeuws. De altaartafel heeft gebogen vormen en is voorzien van rococo-versieringen. Boven het tabernakel bevinden zich de wapenschilden van de stichters van deze kapel.